# Liste der Pfarren im Dekanat Lanzenkirchen
Das Dekanat Lanzenkirchen ist ein Dekanat im Vikariat Unter dem Wienerwald der römisch-katholischen Erzdiözese Wien.

## Pfarren mit Kirchengebäuden und Kapellen
| Pfarre                    | Pfarrverband            | Ink.                  | Seit              | Patrozinium             | Kirchengebäude und Kapellen | Bild                      |
| ------------------------- | ----------------------- | --------------------- | ----------------- | ----------------------- | --- | ------------------------- |
| Bad Erlach                | Tor zur Buckligen Welt  | Reichersberg (CanReg) | 1991              | St. Antonius von Padua  | Pfarrkirche Bad Erlach | Pfarrkirche Bar Erlach    |
| Katzelsdorf an der Leitha | Rosalia-Leitha Ursprung |                       | 1783              | St. Radegundis          | Pfarrkirche Katzelsdorf Laurenzkirche (Katzelsdorf), Klosterkirche Katzelsdorf                                                                                          | Pfarrkirche Katzelsdorf   |
| Lanzenkirchen             | Rosalia-Leitha Ursprung |                       | um 1050           | St. Nikolaus            | Pfarrkirche Lanzenkirchen Filialkirche Ofenbach, Filialkirche Föhrenau, Ortskapelle Schleinz, Schleinzer-Kreuz                                                          | Pfarrkirche Lanzenkirchen |
| Pitten                    | Tor zur Buckligen Welt  | Reichersberg (CanReg) | vor 1050          | St. Georg               | Pfarrkirche Pitten Pfarrhofkirche Pitten, Kapelle in Sautern, Kapelle in Brunn, Kapelle Inzenhof, Kapelle in Leiding, Kapelle im Mater Salvatoris Alten- und Pflegeheim | Pfarrkirche Pitten        |
| Schwarzau am Steinfeld    | Tor zur Buckligen Welt  | Kalasantiner (COP)    | um 1300           | St. Johannes der Täufer | Pfarrkirche Schwarzau am Steinfeld Filialkirche Breitenau am Steinfeld, Filialkirche Guntrams                                                                           | Pfarrkirche Schwarzau     |
| Seebenstein               | Tor zur Buckligen Welt  |                       | um 1300, neu 1784 | St. Andreas             | Pfarrkirche Seebenstein Kapelle in Schiltern, Kapelle in der Burg Seebenstein                                                                                           | Pfarrkirche Seebenstein   |
| Walpersbach               | Tor zur Buckligen Welt  | Reichersberg (CanReg) | 1784              | Mariä Himmelfahrt       | Pfarrkirche Walpersbach Filialkirche Klingfurth | Pfarrkirche Walpersbach   |

## Dekanat Lanzenkirchen
Es umfasst sieben Pfarren mit 12.000 Katholiken.
Diözesaner Entwicklungsprozess
Am 29. November 2015 wurden für alle Pfarren der Erzdiözese Wien Entwicklungsräume definiert. Die Pfarren sollen in den Entwicklungsräumen stärker zusammenarbeiten, Pfarrverbände oder Seelsorgeräume bilden. Am Ende des Prozesses sollen aus den Entwicklungsräumen neue Pfarren entstehen. Im Dekanat Lanzenkirchen wurden folgende Entwicklungsräume festgelegt:
- Bad Erlach, Pitten, Schwarzau am Steinfeld, Seebenstein und Walpersbach
  - Subeinheit 1: Bad Erlach, Pitten, Seebenstein und Walpersbach
  - Subeinheit 2: Schwarzau am Steinfeld
- Katzelsdorf an der Leita und Lanzenkirchen

Die Pfarren Pitten und Seebenstein, vorher Dekanat Neunkirchen wurden am 1. September 2016 Teil des Dekanats Lanzenkirchen.
Die Pfarren Hochwolkersdorf und Schwarzenbach wurden am 1. September 2016 Teil des Dekanats Kirchschlag.
Dechanten
- Gottfried Klima ist Dechant und Pfarrer von Bad Erlach